# Trần Thị Lộc
Trần Thị Lộc (sinh 1975) quê quán Nghệ An  là đại biểu Quốc hội Việt Nam khóa 12, thuộc đoàn đại biểu Bắc Kạn.